# رونالد درابر
رونالد درابر (8 يوليو 1967 - ) (بالإنجليزية: Ronald Draper)‏ هو لاعب كرة سلة أمريكي في مركز الوسط.

## وصلات خارجية
- رونالد درابر على موقع بروبوليرز (الإنجليزية)